# 頼平
頼 平 （より たいら、1929年 - ）は、日本の農学者。農学博士（京都大学）。専門は、農業経済学、農政学。宮崎県出身。

## 略歴
- 1951年 京都大学農学部農林経済学科卒業
- 1954年 京都大学大学院修了、助手、講師、助教授、教授を経て
- 1992年 京都大学名誉教授
- 1968年 京都大学より農学博士の学位を取得、論文の題は「農家経済の主体均衡と経営管理に関する研究」[1]。
- 2009年 秋の生存者叙勲受章 瑞宝中綬章[2]

現在、日本農業賞コンクール中央審査委員長などを務める。

## 主要著書

### 著書
- 頼平『農業経営学』（明文書房、1991）